# Cantón de Pavilly
El cantón de Pavilly era una división administrativa francesa, que estaba situada en el departamento de Sena Marítimo y la región de Alta Normandía.

## Composición
El cantón estaba formado por veintidós comunas:
- Barentin
- Beautot
- Betteville
- Blacqueville
- Bouville
- Butot
- Carville-la-Folletière
- Croix-Mare
- Écalles-Alix
- Émanville
- La Folletière
- Fresquiennes
- Fréville
- Goupillières
- Gueutteville
- Limésy
- Mesnil-Panneville
- Mont-de-l'If
- Pavilly
- Sainte-Austreberthe
- Saint-Ouen-du-Breuil
- Villers-Écalles

## Supresión del cantón de Pavilly
En aplicación del Decreto n.º 2014-266 de 27 de febrero de 2014, el cantón de Pavilly fue suprimido el 22 de marzo de 2015 y sus 22 comunas pasaron a formar parte; catorce del nuevo cantón de Notre-Dame-de-Bondeville, cuatro de la nueva comuna de Barentin, tres del nuevo cantón de Luneray y una del nuevo cantón de Yvetot.